# Trio CMB
Trio CMB (efter Carl Michael Bellman) var en svensk musikalisk grupp, bestående av Fred Åkerström (sång och gitarr), Katarina Fritzén (flöjt) och Örjan Larson (violoncell). Trion framförde flera av Fredmans sånger och epistlar, både i TV och på skiva.